# جامعة نايف العربية للعلوم الأمنية
جامعة نايف العربية للعلوم الأمنية هي منظمة عربية ذات شخصية اعتبارية تتمتع بصفة دبلوماسية، أنشئت عام 1978 ميلادية، ومقرها في العاصمة الـسعودية الرياض، وهي الجهاز العلمي لمجلس وزراء الداخلية العرب، تعنى بالتعليم العالي والبحث العلمي والتدريب في المجالات الأمنية والميادين ذات العلاقة. وقد بدأت نشاطها العلمي عام 1980م في إطار سعيها نحو تحقيق تكامل الجهود العربية الأمنية تحت مظلة جامعة الدول العربية؛ حتى برزت إلى حيز الوجود صرحًا عربيًّا علميًّا أمنيًّا يخدم جميع الأجهزة المرتبطة بوزارات الداخلية والشؤون الاجتماعية والعمل والعدل والمؤسسات المجتمعية في الدول العربية في سبيل وقاية المجتمع العربي من الجريمة والانحراف، منطلقة من منهج علمي جعلها في مصاف المؤسسات والجامعات العريقة، بل تنفرد بميدانها الأمني الذي تكرس فيه الجهود لينعم المجتمع العربي بالأمن والأمان والاطمئنان انطلاقًا من أن الأمن هو الركيزة الأساسية لحماية المكتسبات التنموية والحضارية وتحقيق النهضة الشاملة.

## رؤية الجامعة الأمنية
وتقوم رسالة الجامعة على الارتقاء بالعلوم الأمنية فكرًا ومنهجًا بما يسهم في تطوير أداء أجهزة الأمن والعدالة الجنائية من منطلق المفهوم الشامل للأمن بهدي من الشريعة الإسلامية، ووضع الإستراتيجيات لاستشراف التحديات والمهددات الأمنية ومعالجتها بأسلوب علمي. كما تقوم الجامعة بتنفيذ الجانب العلمي من الإستراتيجيات والخطط الأمنية العربية التي يقرها مجلس وزراء الداخلية العرب من خلال كلياتها العلمية وما تنظمه من المؤتمرات والملتقيات والندوات والمحاضرات والدورات التدريبية والمخبرية، والمعارض الإعلامية والأمنية التي يحددها برنامج عملها السنوي. فيما تتمثل رؤية الجامعة في تحقيق الريادة في العلوم الأمنية والدراسات الإستراتيجية لبلوغ مستوى علمي متميز عربيًّا وعالميًّا.

## أهداف الجامعة الأمنية
- تأصيل العلوم الأمنية والتعريف بأحكام التشريع الإسلامي.
- إتاحة التخصصات العلمية في الدراسات العليا في ميادين الأمن بمفهومه الشامل لأبناء الدول العربية.
- تدريب الكوادر الأمنية والمهنية العربية وتأهيلهم في مجال العدالة الجنائية ومكافحة الجريمة.
- إثراء البحث العلمي في مجالات الدراسات الأمنية والإستراتيجية، وتقديم الاستشارات العلمية، ورفد المكتبة الأمنية بالأبحاث والدراسات المتخصصة.
- تعزيز التعاون العلمي والأمني مع المؤسسات العلمية والشرطية والمنظمات الدولية.
- الإسهام في تنمية الحس الأمني بما يخدم قضايا التنمية المستدامة.

## التكوين الأكاديمي
وتضم جامعة نايف العربية للعلوم الأمنية المكونات العلمية التالية:

### وكالة الجامعة للشؤون الأكاديمية
تضم الوكالة الكليات والمراكز التالية:

#### كلية العدالة الجنائية
- قسم القانون الجنائي.
- قسم علوم الأدلة الجنائية.
- قسم العلوم الشرطية.
- قسم الإدارة الأمنية.

#### كلية علوم الجريمة
- قسم الوقاية من الجريمة.
- قسم علم الإجرام.
- قسم مركز اللغات.

### وكالـة الجامعـة للبحث العلمـي
تضم الوكالة المكونات التالية:
- مركز البحوث الأمنية.
- إدارة الدوريات العلمية.
- دار جامعة نايف للنشر.
- المكتبة الأمنية.

### وكالـة الجامعـة للتدريـب
تضم الوكالة المكونات التالية:
- إدارة تطوير الأعمال.
- إدارة تصميم البرامج التدريبية.
- إدارة عمليات التدريب.
- إدارة شؤون المدربين.

### وكالة الجامعة للعلاقات الخارجية
تضم الوكالة المكونات التالية:
- إدارة المراسم
- إدارة الشراكات والتعاون الدولي
- مركز الإعلام والتواصل الرقمي
- إدارة الاستثمار الجامعي
- إدارة المجالس والعلاقات العربية
- إدارة الفعاليات

## الحضور الدولي
تحرص الجامعة على القيام بدور فاعل لتعزيز الدور الأمني في المنطقة الـعربية من خلال الانفتاح العلمي على المنظمات العربية والدولية فقد عززت علاقاتها بعدد كبير من المنظمات: فهي عضو في اتحاد الجامعات العربية والأوربية، ورابطة الجامعات الإسلامية، والاتحاد العالمي للجامعات والكليات، وهي عضو في شبكة الأمم المتحدة للعدالة الجنائية ومكافحة الجريمة، وتشارك في اجتماعات منظمات الأمم المتحدة ذات العلاقة، والمنظمة الدولية للشرطة الجنائية (الإنتربول) والمنظمة الدولية للحماية المدنية وغيرها، وتنفيذ أنشطتها في جميع الدول العربية وغير العربية. وتتمتع بعضوية مراقب في مجلس وزراء العدل العرب، ومجلس وزراء الإعلام العرب، ومجلس وزراء الشئون الاجتماعية العرب.

## وصلات خارجية
- جامعـة نـايف الـعربية للعلوم الأمنية